# Gustaf-Mauritz Armfelt
Gustaf-Mauritz Torsten Armfelt, född 2 februari 1917 i Engelbrekts församling i Stockholm, död 4 mars 1997 i Sankt Matteus församling där, var en svensk friherre och finländsk greve, flygare och en av silvervingarna.

## Biografi
Armfelt var son till Carl Magnus Mauritz Armfelt (1891-1941) från Åbo och Margareta Lenhardtson (1890- från Stockholm. Han var direkt ättling till August Filip Armfelt (1768-1839) som var bror till Gustaf Mauritz Armfelt (1757-1814), svensk militär och hovman hos kung Gustav III som senare blev generalguvernör av Finland under ryskt styre. 
Armfelt deltog som frivillig under vinterkriget vid Svenska Frivillig Kåren (SFK) i Finland. När kriget avslutades återvände han till Sverige och sökte in som frivillig för att fylla luckorna i det svenska Flygvapnet. Efter militärflygutbildning vid Flygreservskola-41 (FRS-1941) placerades han vid Göta flygflottilj. 
Han återvände till Finland i maj 1943 som frivillig i fortsättningskriget. Han utnämndes till sergeant och placerades vid det finska förbandet T-LeLv 35. Eftersom han inte kunde tala finska bestod hans tjänst av att flyga marinspaningsflygplan med en finsk observatör som skötte radiokommunikationen. Vid en olycka 4 oktober 1943 skadades han lindrigt och kom i slutet av 1943 att placeras vid den finska jaktflygskolan. Han fick sina finska flygvingar 24 februari 1944. Därefter kom han den 22 juni till det finska förbandet 2/LeLv 16 där han flög flygspaningsuppdrag med en Gloster Gladiator. När förbandet ombeväpnades till Myrsky jaktflygplan i juli 1944, upphörde hans flygning vid förbandet eftersom han inte kunde tala finska. Han dekorerades med Finska frihetskorset 26 september 1944. 
Dagen efter återvände han till Sverige och arbetade efter kriget som ingenjör vid Alfa Laval fram till pensioneringen. 
Han var huvudman för den svenska friherrliga ätten Armfelt men var även finländsk greve. Armfelt är begravd på Galärvarvskyrkogården i Stockholm.